# VfL Neustadt an der Weinstraße
VfL Neustadt is een Duitse voetbalclub uit Neustadt an der Weinstraße.

## Geschiedenis
De club ontstond in 1928 na een fusie tussen FC Pfalz 1907, SV Olympia 1913 en Germania 1926. Na de Tweede Wereldoorlog werden alle Duitse voetbalclubs ontbonden. VfL werd op 16 februari 1946 heropgericht. De club beleefde nu ook zijn glorieperiode en speelde van 1947 tot 1952 in de Oberliga Südwest, de hoogste klasse. Uitgezonderd het jaar van degradatie eindigde de club telkens in de betere middenmoot. In het eerste seizoen was Neustadt de enige club die kon winnen van kampioen 1. FC Kaiserslautern. Ander opmerkelijk resultaat was een 10-1-overwinning in 1949/50 tegen TuS Neuendorf, dat derde in de stand eindigde.
Na de degradatie in 1951/52 ging het snel bergaf met de club. Er volgde meteen een nieuwe degradatie naar de derde klasse en in 1966 zelfs naar de vierde klasse. In 1982 promoveerde de club terug naar de Oberliga, die door competitiehervorming echter nog maar de derde klasse was. Na één seizoen degradeerde de club weer en na nog vijf seizoenen degradeerde de club nog eens. Na een dieptepunt in de Kreisliga in 2006 (negende klasse) kon de club intussen weer promoveren tot de Verbandsliga Südwest (zesde klasse). In 2015 degradeerde de club.